# Spångavägen

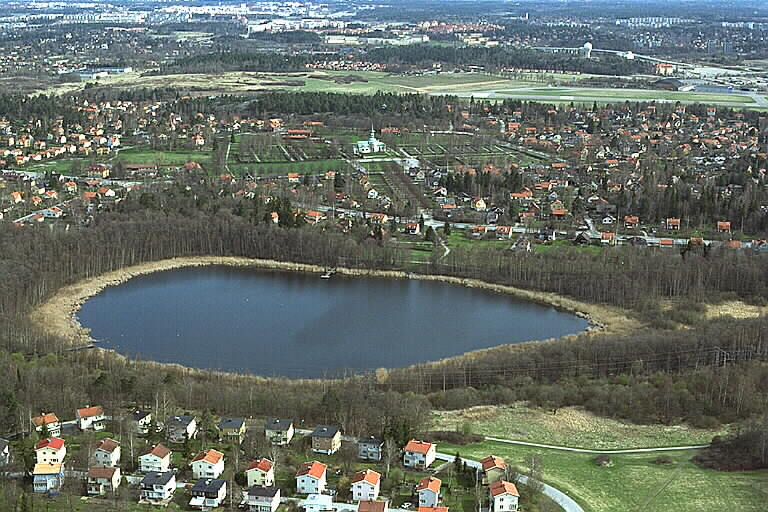
Flygfoto över Kyrksjön och Bromma kyrka. Spångavägen går rakt horisontellt genom bilden mellan Kyrksjön och Bromma kyrka. I förgrunden syns Norra Ängby. Foto: Riksantikvarieämbetet, 4 maj 1992.

Spångavägen är en väg Västerort, som fick sitt namn 1938, det är en lång väg, vägen en cirka tre kilometer lång vägsträcka och den är nästan rakt dragen. Vägen har ett antal fartdämpande hinder och cirkulationsplatser här och var för att ge ökad trafiksäkerhet och för att undvika kollisioner i korsningar, men även för att dämpa farten. Spångavägen startar vid Brommaplan i söder och går ända fram till Spånga.

## Historik
Spångavägen går genom den västra delen av stadsdelen Riksby, som bildades 1934. Namnet Riksby härrör från en medeltida by som låg mellan Lillsjön och Bromma flygfälts södra del. Området tillhörde tidigare Åkeshovs slott, men Stockholms stad köpte marken 1904. På Åkeshovs slotts mark skapades stadsdelarna Nockeby, Nockebyhov, Höglandet, Åkeslund, Åkeshov och delar av Riksby.
När "Centrala Bromma", som senare fick namnet Brommaplan (1939) och ligger inom stadsdelen Riksby (1926), planerades 1940 var kommunikationerna viktiga. Brommaplan med en stor rondell blev ett lokalt centrum och trafikknutpunkt, varifrån avfarter utgår, Drottningholmsvägen, Bergslagsvägen i både västlig och östlig riktning, Spångavägen, Kvarnbacksvägen och Klädesvägen. Här finns tunnelbanestation, ett torg och en bussterminal. 
Spångavägen går via västra delen av Riksby genom hela stadsdelen Bromma Kyrka, Beckomberga och Eneby och vidare genom Flysta och Sundby fram till korsningen vid Bromstensvägen, som övergår till Spånga stationsväg, som ligger utefter Spånga station i stadsdelen Solhem.
Området kring Riksby tillhörde tidigare Åkeshovs slott, men Stockholms stad köpte marken 1904. Gården Riksby fanns kvar till omkring 1930 och låg strax norr om Riksbyskolan, som byggdes 1944 på Riksbyvägen 40-42, norr om Kvarnbacksvägen och är en tvärgata till Kvarnbacksvägen, i södra delen av det koloniområde som då stadsplanerades och utbyggdes. 

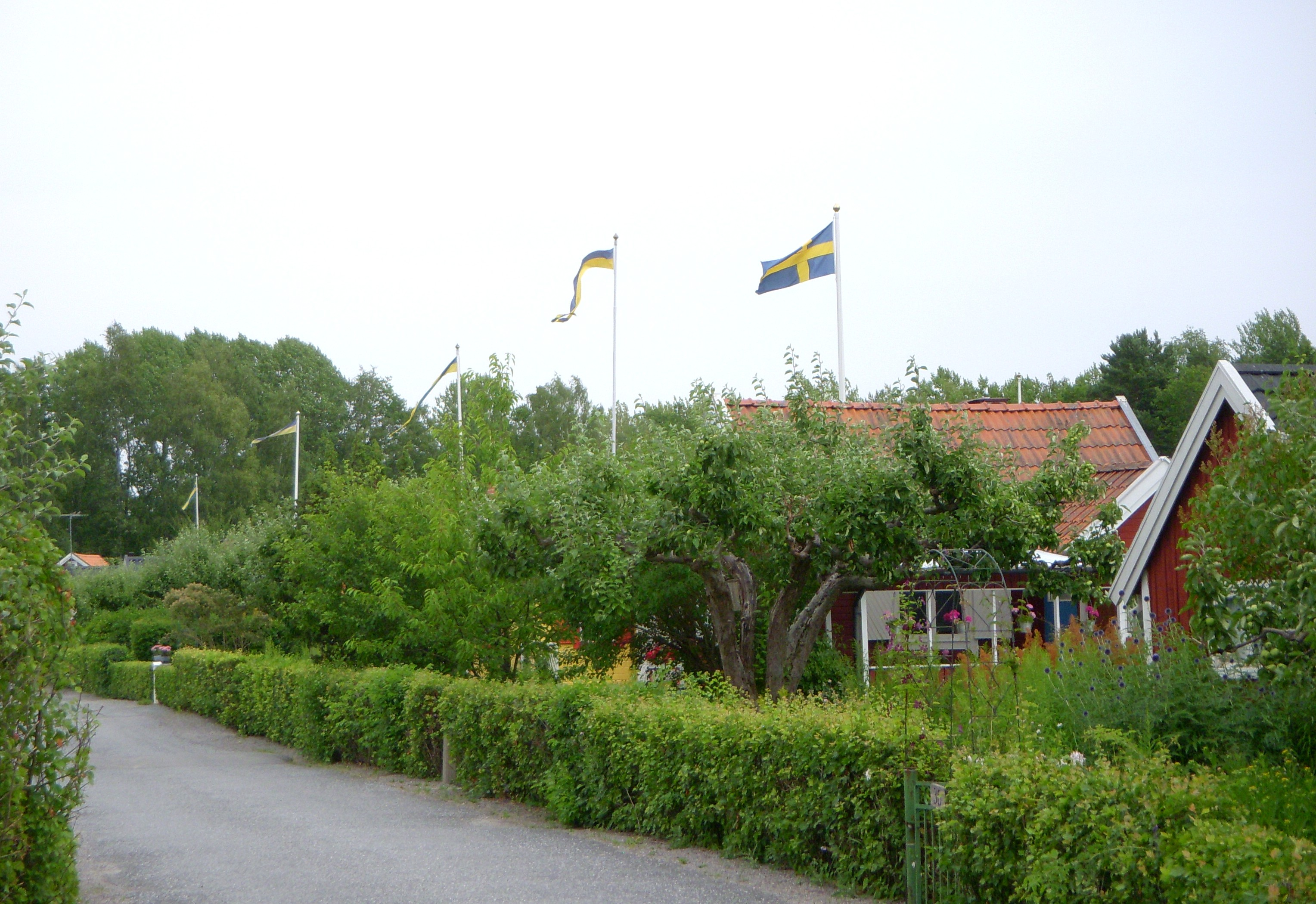
Spångavägen går förbi Koloniträdgårdsföreningen Linnéa i Kortenslund.

Spångavägen går förbi både Koloniträdgårdsföreningen Linnéa i Kortenslund och Kyrksjölötens koloniträdgårdsförening. Redan 1930 blev Riksby kolonistugeområde. Då flyttade stugägarna till Riksby från den gamla Fredhällskolonin på Kungsholmen och 1939 bestämde man att området skulle bebyggas med hyreshus. Följande år fick kolonisterna flytta till Glia och Kortenslund. Under mellankrigstiden tillkom flera koloniområden i Bromma. Riksby koloniträdgårdsområde tillkom, som ovan nämnts, 1930. Iris Glia och Iris Riksby bildades 1939. Kortenslund anlades 1939-1940. Kortenslund var namnet på det gamla torp som en gång låg på den plats där kolonin nu finns.
Kortenslunds båtsmanstorp var namnet på det gamla torpet, som låg på den plats, där nu Koloniträdgårdsföreningen Linnéa har sina lotter. Enligt Stockholms stadsbyggnadskontor ingår Kortenslund i områden "där särskild uppmärksamhet behöver ägnas åt kulturhistoriska värden."

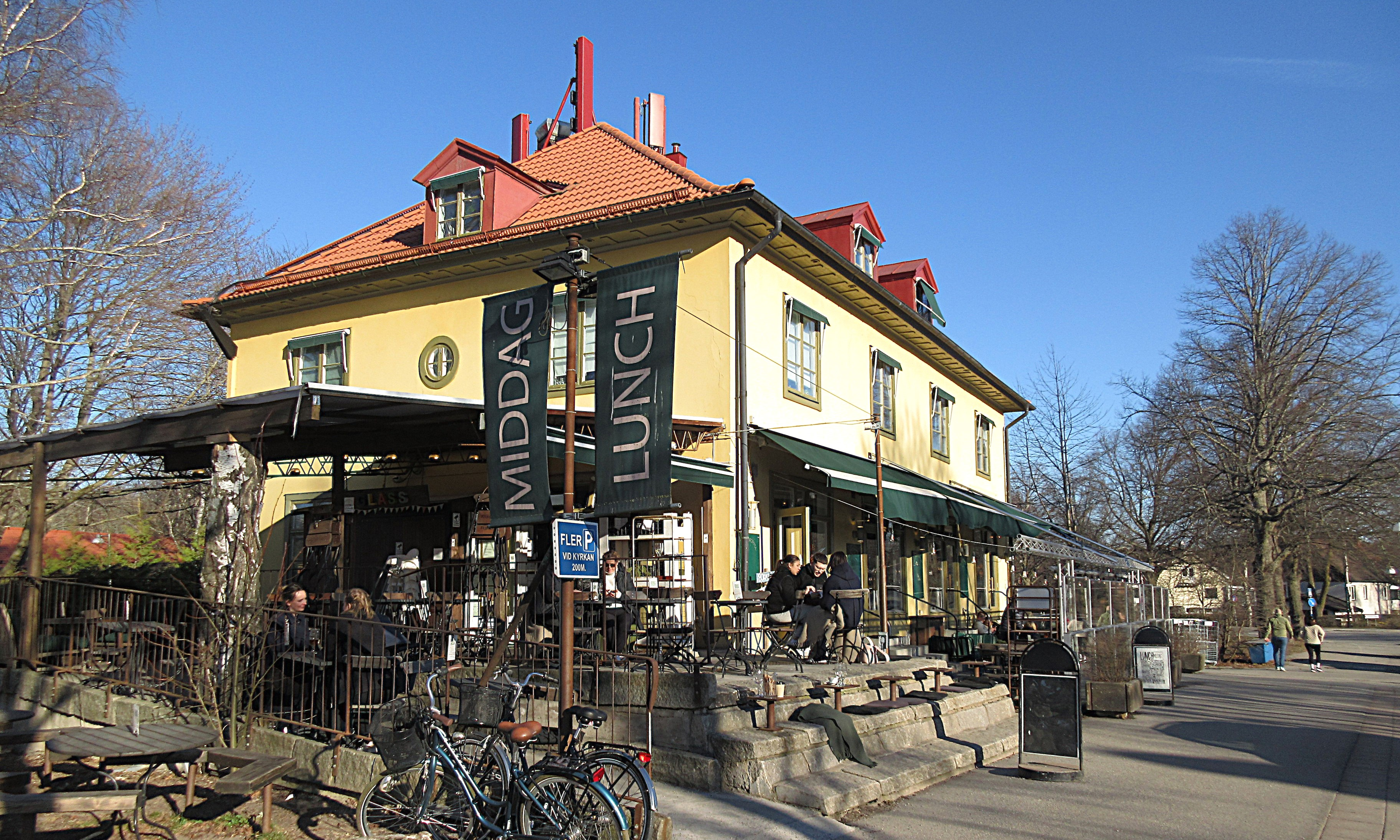
”Bistro Bromma”, det tidigare affärshuset på Spångavägen 138 i Bromma kyrkaområdet, nära korsningen vid Gliavägen.

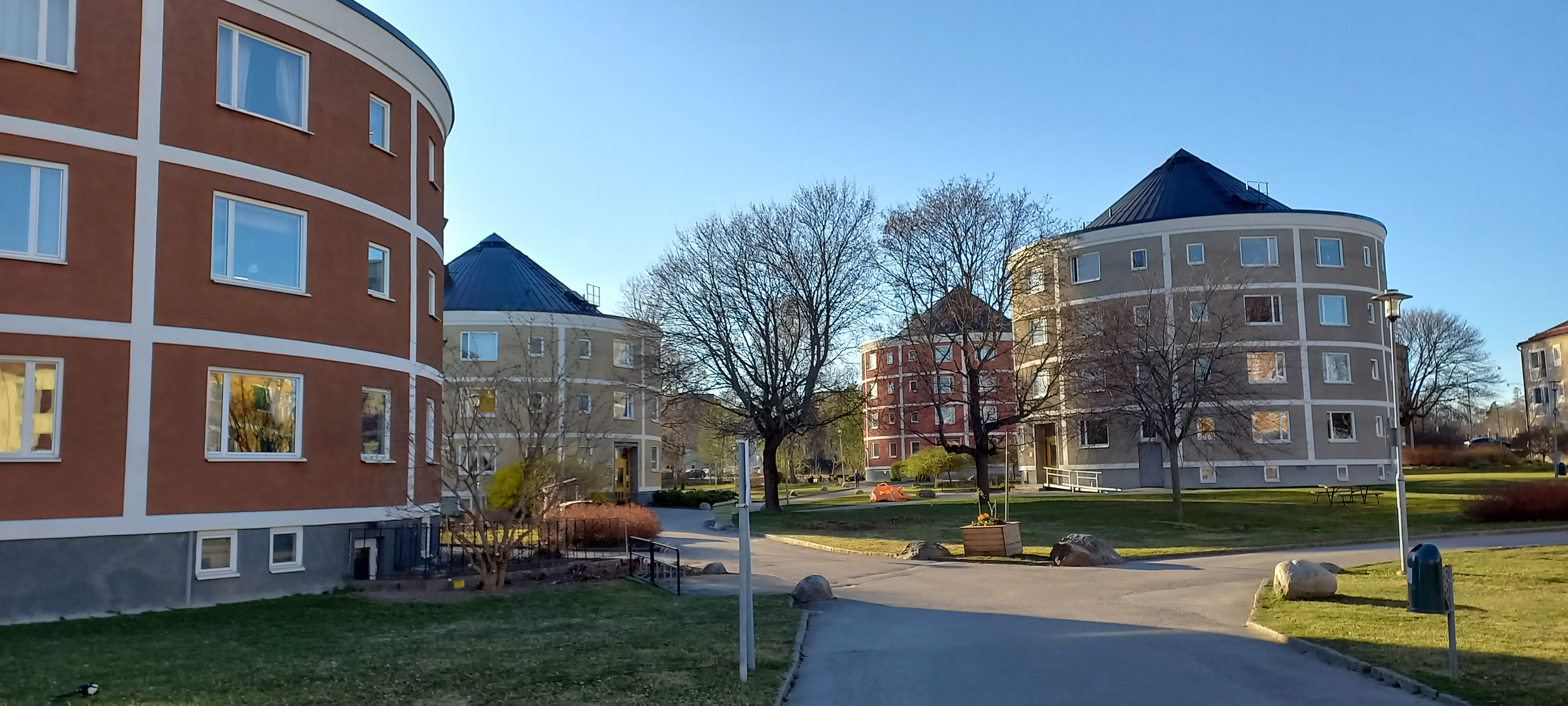
De "Runda husen", eller de cylinderformade husen, vid korsningen Bällstavägen och Spångavägen ritades 1952 av arkitekt Nils Sterner och byggdes 1953-1954 som personalbostäder för sjukhuspersonalen vid Beckomberga sjukhus.

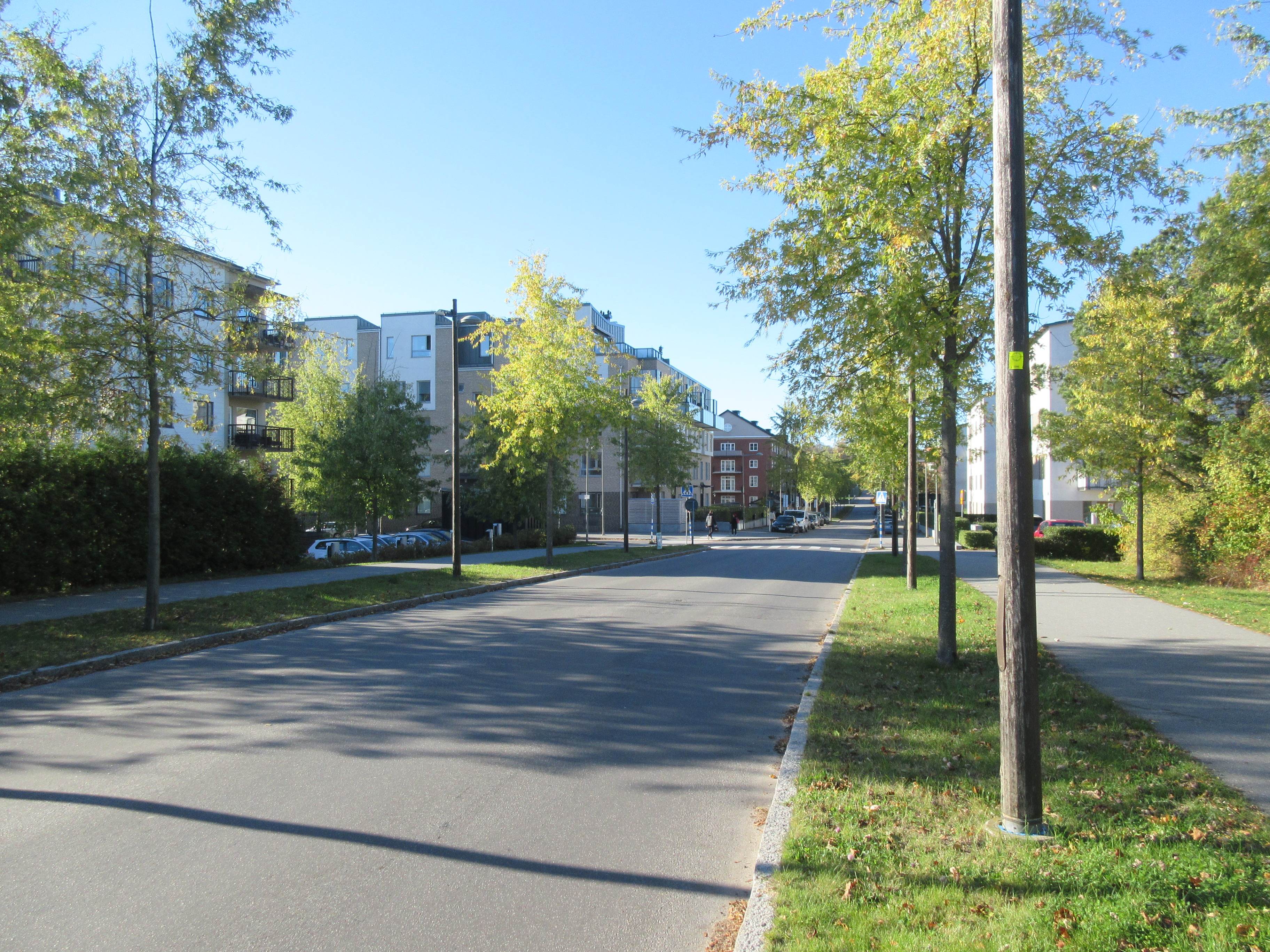
Styresman Sanders Väg 1 i Beckomberga vid korsningen vid Spångavägen.

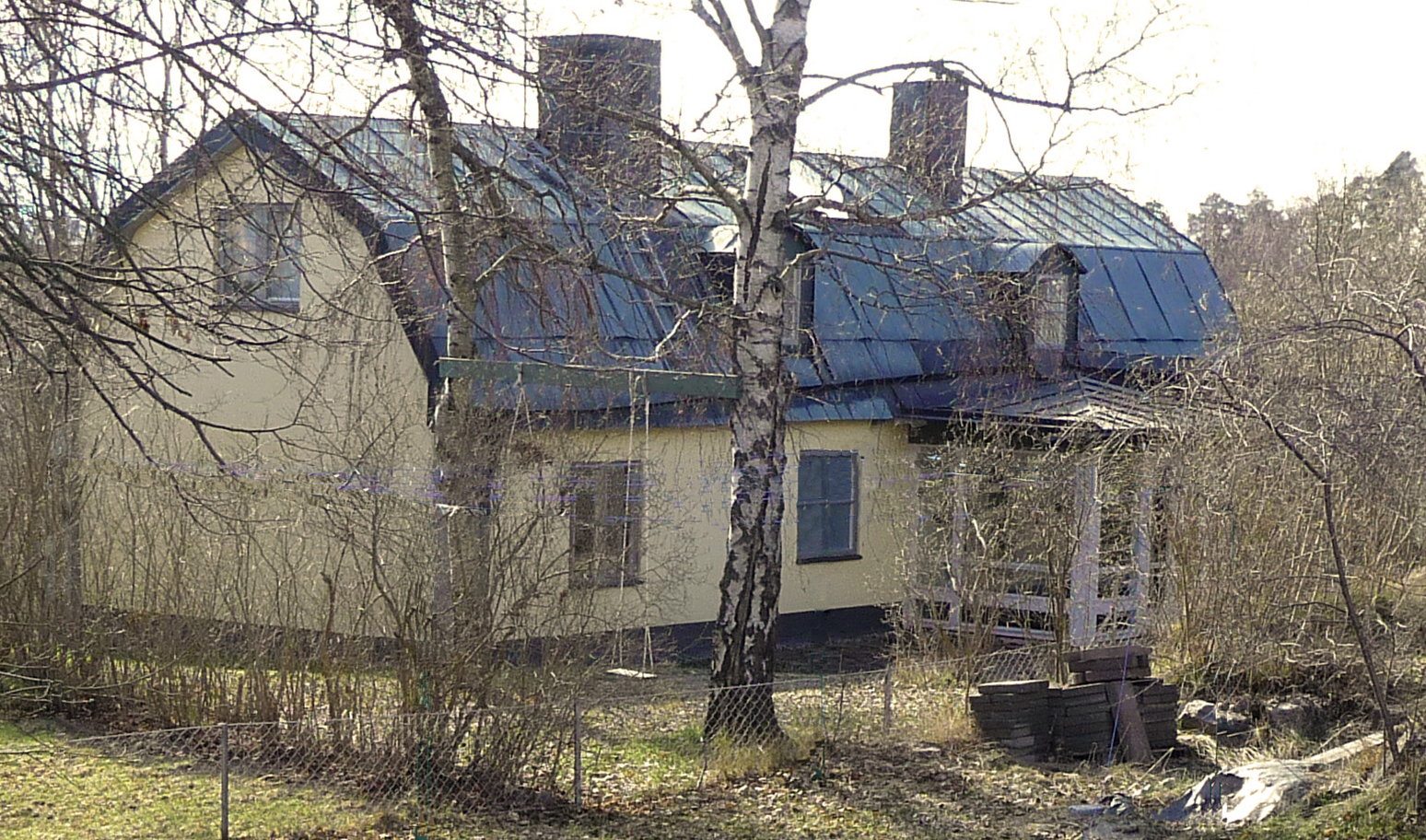
Flysta Gård från sent 1700-tal, det sista kvarvarande huset i före detta byn Stora Flysta i Spånga, Stockholm. Senaste renovering efter sekelskiftet.

Från Riksby går Spångavägen därefter genom stadsdelen Bromma Kyrka, där vägen passerar en rondell vid Bromma kyrkväg, där Brommagården ligger, och där Kyrksjön ligger söder om vägen. Sedan korsar Spångavägen Vultejusvägen och Gliavägen i en rondell. Vägen går vidare genom Bromma kyrkas område och korsar Bällstavägen. På vänster sida efter korsningen ligger de "runda husen", eller de cylinderformade husen, vid korsningen Bällstavägen och Spångavägen. De ”runda husen” ritades 1952 av arkitekt Nils Sterner på Stockholms stads fastighetskontor och byggdes 1953-1954 som personalbostäder för sjukhuspersonalen vid Beckomberga sjukhus. Vidare går vägen förbi det gamla området vid Beckomberga sjukhus och infarten till det nybyggda området vid Beckomberga, vid Styresman Sanders Väg. Beckomberga sjukhus öppnade 1933 och lade ner sin verksamhet 1995. De äldre byggnaderna inom det tidigare Beckomberga sjukhusområde har nu till stor del byggts om till bostäder och kompletterats med nya hus, som infogats i området. I överensstämmelse med de första planerna för Beckomberga har därmed området blivit ett renodlat bostadsområde. Delar av sjukhusparken har omvandlats till bostäder och vissa av vårdbyggnaderna används som lokaler till friskolan Raoul Wallenbergskolan.
Stadsdelen Bromma Kyrka hade bildats 1932 och den norra delen av stadsdelen Bromma Kyrka utbröts år 1940 och bildade en egen stadsdel, som då fick namnet Eneby. Stadsdelen fick sitt namn efter Eneby gård. Eneby gård, som var från 1700-talet, revs så sent som 1968 och på platsen blev resultatet sex villatomter istället. På senare tid ha delsträckan av Spångavägen mellan Klockarstigen och Vultejusvägen fått sänkt maxhastighet till 30 kilometer i timmen. År 1927 köpte Stockholms stad de båda gårdarna Beckomberga gård och Råcksta gård, men stadsfullmäktige menade då att marken, som var belägen i Spånga, att det inte fanns något behov av denna mark för stadens del. Mark för bostadsbyggande fanns redan i mer än tillräcklig omfattning både söder och väster om staden. Beckomberga by och Beckomberga båtsmanstorp köptes år 1898 av tobaksfabrikören Knut Ljunglöf, som lät riva de gamla gårdarna och uppföra nya hus. År 1927 köpte Stockholms stad köpte upp området av Robert Ljunglöf och införlivade det med staden.
Spångavägen fortsätter genom stadsdelen Flysta, som i huvudsak är bebyggt med villor, men utmed Spångavägen finns också ett antal hyreshus. Flysta ligger i den södra delen av Järva stadsdelsområde i Västerort inom Stockholms kommun. Den 1 juli 2023 bildades Järva stadsdelsområde. Då slogs Spånga-Tensta stadsdelsområde och Rinkeby-Kista stadsdelsområde slogs samman till Järva stadsdelsområde enligt ett beslut av av kommunfullmäktige 24 april 2023.
Spångavägen inom Flysta hette tidigare Centralvägen. Flystas moderna historia börjar för drygt hundra år sedan då mark inom det gamla Flysta gårds ägor började styckas i villatomter. Den förste nybyggaren hade sitt hus klart 1905. Under det kommande årtiondet hade ett hundratal familjer blivit bofasta i Flysta Villastad. Pionjärbacken, en väg alldeles nära Spångavägen,  och andra vägnamn minner om de första villabyggarna. När Spånga landskommun och därmed även Flysta införlivades med Stockholm stad den 1 januari 1949 hade samhället drygt 2000 invånare. Vid senaste folkräkningen årsskiftet 1997/1998 bodde här 2013 personer.
Spångavägen fortsätter en bit in i stadsdelen Sundby, som även den ligger i Järva stadsdelsområde i Västerort inom Stockholms kommun. Området räknas till "Gamla Spånga" och består främst av villor. Området köptes in 1949 av Stockholms stad från Spånga och stadsdelen bildades 1953. Namnet Sundby är känt sedan 1312. Sundbybergs gård, som var en gård som låg i nuvarande Centrala Sundbyberg, som låg på mark där senare Marabou chokladfabrik kom att byggas, hette före år 1775 Sundby gård. Under slutet av 1700-talet lades de tre hemmanen på platsen samman till ett säteri. Dåvarande Sundby gårds ägare Zacharias Johan Strandberg ändrade 1775 gårdsnamnet Sundby gård till Sundbybergs gård för att inte blanda samman namnet på gården med Sundby i dåvarande Gamla Spånga.
Stadsdelen Solhem inrättades den 3 april 1908 i Solhems municipalsamhälle inom Spånga landskommun. Spånga landskommun upplöstes den 1 januari 1949, då området inkorporerades i Stockholms stad 1908. Solhemområdet tillhörde tidigare Värsta gård och Kälvesta gård. Bostadsbyggandet i Solhem kom igång efter att järnvägen mellan Stockholm och Västerås hade invigts 1876. Bolaget AB Solhems Villastad började 1904 sälja tomter. 1907 hade 160 hus byggts, och det fanns även flera butiker. Eftersom Spånga station låg i Solhem kom området att bli något av en centralort i Spånga socken. Stationen fick ett nytt, pampigt stationshus 1908 efter ritningar av arkitekt Erik Lallerstedt. Huset blev berömt och något av Spångas ansikte utåt. Efter att ha förfallit i ett antal år revs det dock 1975, trots mångas protester. 